# Freiland-Freigeld-Bund

Paulus Klüpfel, Gründer des FFB

Der Freiland-Freigeld-Bund (FFB) war eine der frühen Organisationen der Freiwirtschaftsbewegung Silvio Gesells (1862–1930). Er wurde 1915 durch die Initiative des ehemaligen römisch-katholischen Priesters Paulus Klüpfel (1876–1918) gegründet. Sein Sitz war Berlin-Steglitz. Noch im selben Jahr wurde eine Parallelorganisation gleichen Namens in der Schweiz gegründet. Initiatoren hier waren unter anderem der Arzt und Mathematiker Theophil Christen (1873–1920) sowie der Reformpädagoge und Psychoanalytiker Ernst Schneider (1878–1957).
In manchen Veröffentlichungen wird die Gründung des FFB Gottfried Feder (1883–1941), dem nationalsozialistischen Gegenspieler Silvio Gesells, zugeschrieben. Diese Zuschreibung beruht auf einem Irrtum. Feders 1919 gegründete Organisation trug den Namen Kampfbund zur Brechung der Zinsknechtschaft. Die Begriffe Freiland und Freigeld sind eindeutig mit Silvio Gesell und seiner Natürlichen Wirtschaftsordnung verbunden.

## Name

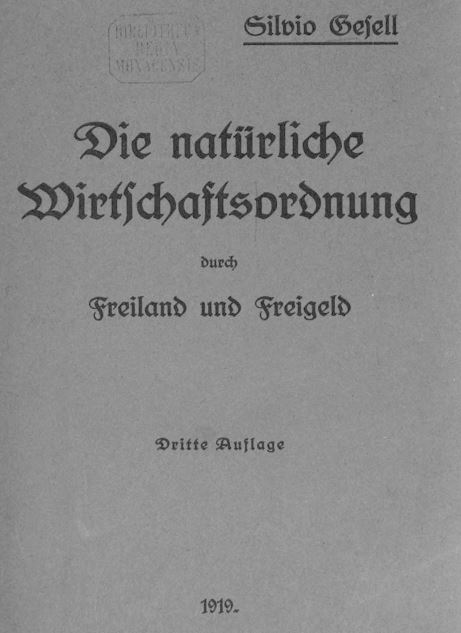
... durch Freiland und Freigeld

Die Namensbestandteile Freiland und Freigeld stammen aus verschiedenen Zusammenhängen.
Silvio Gesell strebte ursprünglich nur eine Geldreform an, knüpfte aber ab 1904 an die Freiland-Ideen Henry Georges (1839–1897) und Theodor Hertzkas (1845–1924) an und übernahm sie schließlich für seine Natürliche Wirtschaftsordnung in der Fassung von Michael Flürscheim (1844–1912). Dessen Freiland-Lehre setzte eine Verstaatlichung des Bodens voraus und beabsichtigte, sie mit einer Währungsreform zu verbinden.
Der Namensteil Freigeld geht auf Paulus Klüpfel zurück. Gesell benutzte dafür in seinen programmatischen Schriften ursprünglich andere Bezeichnungen, darunter zum Beispiel Rostende Banknoten, Reformgeld und – sehr selten – auch Schwundgeld. Beide Begriffe fanden auch Eingang in den Titel des Gesellschen Hauptwerkes: Die Natürliche Wirtschaftsordnung durch Freiland und Freigeld.

## Geschichte
Die älteste Organisation unter den Anhängern Silvio Gesells war der 1909 von Georg Blumenthal gegründete Verein für physiokratische Politik (später Physiokratischer Kampfbund) An die chronologisch zweite Stelle trat der Freiland-Freigeld-Bund Paulus Knüpfels (gegründet 1915), gefolgt von dem durch Helmut Haacke initiierten Bund für Freiwirtschaft. Dieser entstand ebenfalls 1915 und war politisch rechts ausgerichtet.

### Anfänge
Nachdem Paulus Knüpfel in Pottenstein sein Priesteramt niedergelegt hatte, zog er spätestens im Jahr 1914 nach Berlin.  Einer der Gründe für diesen Umzug war der Bodenreformer Adolf Damaschke (1865–1935), mit dessen Schriften er sich schon während seines pfarramtlichen Dienstes in Oberfranken vertraut gemacht hatte. In der Berliner Reformerszene lernte er über Franz Oppenheimer (1864–1943) den „Physiokraten“ und Anhänger Silvio Gesells Georg Blumenthal sowie die von ihm ins Leben gerufene Bewegung kennen. Vorträge und vor allem die Bücher Silvio Gesells, die er von Blumenthal erhielt, erweckten in ihm den Wunsch, den Autor persönlich kennenzulernen. Er besuchte ihn in dessen Oranienburger Domizil, der Eden-Siedlung, wurde ziemlich bald Gesells Privatsekretär und zog noch 1914 bei ihm ein. Aus dem Angestelltenverhältnis entwickelte sich relativ schnell eine Partnerschaft, aus der heraus zu Pfingsten 1919 das gemeinsam verfasste Kriegsflugblatt Deutsches Freiland entstand. Ein späterer Beleg für die enge Zusammenarbeit ist das von Klüpfel verfasste Vorwort zur 1916 erschienenen zweiten Auflage des Gesell’schen Hauptwerkes Die natürliche Wirtschaftsordnung durch Freiland und Freigeld.

### Deutsche Sektion des FFB
Mitte des Jahres 1915 gründete Paulus Klüpfel den Freiland-Freigeld-Bund. In Paragraph 1 der FFB-Satzung hieß es: „[Der FFB erstrebt] völlige Freiwirtschaft durch Beseitigung jeglichen arbeitslosen Einkommens in der Erkenntnis, daß ununterbrochener Aufstieg und volle Entfaltung der Kultur nur möglich werden, wenn alle wirtschaftlichen Hemmnisse beseitigt sind.“
Klüpfel verstand den FFB weniger als Organisation, eher als eine Verbindung von Gleichgesinnten oder als einen „Freundschaftsbund“. Zu den Gründungsmitgliedern gehörten Marie Meixner und Hertha Holtze-Ritter, zwei Lehrerinnen, die der Frauenrechtsbewegung verbunden waren. Frühe Mitglieder des FFB waren auch Hans Vogt (1890–1979), einer der Erfinder des Lichttonverfahrens, sowie Hans Langelütke (1892–1972), der spätere Direktor des IFO-Instituts. Weitere Persönlichkeiten schlossen sich nur kurze Zeit später an, darunter der Gewerkschaftler Wilhelm Beckmann und der Bergwerksdirektor Otto Weißleder sowie Otto Pfleiderer und Otto Maaß. Danach kamen unter anderem noch Theophil Christen und Anna Seberich hinzu. Der FFB begriff sich als eine unpolitische und parteipolitisch neutrale Bewegung. Im Gegensatz zu Georg Blumenthals Physiokraten, die sich eher an das Proletariat wandten, ging es dem FFB in erster Linie um den gesellschaftlichen Mittelstand. Erster Treffpunkt des Bundes war die Wohnung Hertha Holtze-Ritters.
Noch 1915 erhielt Paulus Klüpfel seine Einberufung zum Militär. Ihm wurde es aber erlaubt, in Berlin zu bleiben und seinen Dienst in einer Gasmaskenfabrik als Pförtner und Schreiber abzuleisten. In dieser Zeit erschienen im Zusammenhang mit dem FFB eine große Anzahl von Broschüren, Zeitschriftenartikel und Denkschriften, von denen leider nur noch wenige erhalten sind. Von ihnen überliefert ist jedoch, dass sie immer den „Freiland-Freigeld-Refrain“ enthielten. Besonderes Aufsehen erregte der Klüpfel-Artikel Geld und Freigeld, der im Februar 1918 in der Zeitschrift Der Kunstwart erschien und mit dem er auf Otto Corbachs (1877–1938) Bemerkung, die Gesell’sche Lehre sei ein unorganischer und fetischistischer Amerikanismus, reagierte. Eine weitere Arbeit des FFB-Vorsitzenden Paul Klüpfels sollte hier nicht unerwähnt bleiben: Er führte zahlreiche Briefwechsel – nicht nur mit Persönlichkeiten des FFB und anderer Richtungen der Freiwirtschaftsbewegung (Silvio Gesell, Georg Blumenthal, Hans Langenlütke, Marie Meixner, Horst Vogt und andere mehr). Zu den bekannten Adressaten seiner Schreiben gehörten unter anderem Gustav Landauer (1870–1919) und Walter Rathenau (1867–1922). Allmählich gelang es dem FFB, einen eigenen Verlag aufzubauen, auch wenn die Kriegszeit die Arbeit des FFB stark einschränkte. Viele Mitglieder waren eingezogen worden, einige von ihnen bereits gefallen. Neben Paulus Klüpfel waren es FFB-Frauen Marie Meixner und Hertha Holtze-Ritter, die versuchten, den Bund am Leben zu erhalten. Auch Anna Seberich, Lehrerin an der Würzburger Pleicher Schule und Vertreterin der Frauenstimmrechtsbewegung sowie Klüpfels große (aber unerfüllte) Liebe, kam nach Berlin, um beim Überleben des FFB zu helfen.
Ende Juli 1918 verstarb Paulus Klüpfel an Tuberkulose in einem Berliner Lazarett. Die Arbeit des FFB ging jedoch weiter. So erschien 1919 in Berlin-Steglitz unter dem Titel Die gesetzliche Sicherung der Kaufkraft des Geldes durch die absolute Währung eine an die Deutsche Nationalversammlung adressierte Denkschrift des FFB. Im Schlusswort dieser Schrift heißt es:

„„Kopernikus entdeckte die Bewegungen der Erde um die Sonne. Er konnte sich aber nicht zum Gedanken einer frei im Raume schwebenden Erde erheben. Er ließ die Erde auf einer festen Ebene laufen. Die Ereignisse der Neuzeit haben bei einer Reihe von Theoretikern den Gedanken einer Papierwährung erweckt, die, wie die absolute Währung um den Durchschnittspreis der Waren statt um das Gold kreisen soll. Aber diese Theoretiker, Nominalisten nennen sie sich, halten noch am Stoffe, sie brauchen zum Begriff ihres Papiergeldes noch irgend eine feste stoffliche Ebene (Golddevisen), auf der sie ihr Papiergeld kreisen lassen. Mit der absoluten Währung wird auch diese letzte Fessel beseitigt; die absolute Währung kreist, ohne an irgend eine konkrete Ware gebunden zu sein, frei, wie die Erde um die Sonne, um den Durchschnittspreis der Waren.““

Am 14. September 1919 schlossen sich in Arnstadt (Thüringen) nach einer Reihe von Vorgesprächen der Freiland-Freigeld-Bund und Helmut Haackes Bund für Freiwirtschaft zum Deutschen Freiland-Freigeld-Bund (DFFB) zusammen. Zum Vorsitzenden des gemeinsamen Verbandes wurde Otto Maaß gewählt. Die Physiokraten Georg Blumenthals (mit Ausnahme der Berliner Ortsgruppe und einem nicht unbeträchtlichen Teil des Landesverbandes Westdeutschland) sowie Fritz Bartels’ Freiwirtschaftsbund Deutschlands verbanden sich mit dem DFFB im Mai 1921 auf einer gemeinsamen Tagung in Kassel. Der neue Name dieser Einheitsorganisation lautete Freiwirtschaftsbund. In seinem Bundesprogramm hieß es:

„Der Freiwirtschaftsbund sucht das gesamte schaffende Volk zu vereinigen, zum gemeinsamen Kampfe gegen die Ausbeutung in jeder Form. Der Bund erstrebt zu diesem Zwecke die Durchführung seiner wirtschaftlichen Forderungen, und zwar: (1) Überführung des Bodenzinses in Allgemeinbesitz (Freiland); (2) Umwandlung des Geldes in [ein] reines Tauschmittel (Freigeld); (3) Festigung der Kaufkraft des Geldes (Festwährung).“

### Schweizer Sektion des FFB

Theophil Christen

Im Kriegsjahr 1915 besuchte Silvio Gesell von Oranienburg aus mehrfach die neutrale Schweiz. Einerseits ging es ihm darum, seinen geplanten Umzug nach Les Hauts-Geneveys vorzubereiten, andererseits wollte er Ausschau nach Menschen halten, die sich für seine Ideen näher interessierten. Er fand sie unter anderem in der Berner Gesellschaft für Boden- und Steuerreform.  Ihre Mitglieder, zu denen auch Theophil Christen gehörte, waren Anhänger Adolf Damaschkes und beabsichtigten, die soziale Frage durch eine Veränderung des Boden und Steuerrechts zu lösen. Christen, der schon vorher mit Gesell und seiner Geldreformidee verbunden war, versuchte die Mitglieder der genannten Gesellschaft für die Freigeld-Idee zu gewinnen. Die sozialen Probleme – so Christen – könnten nur bei einer parallel zur Bodenreform verlaufenden Geldreform gelöst werden. Nachdem Christen die Mehrheit der Mitglieder gewinnen konnte, drohte in der Gesellschaft für Boden- und Steuerreform eine Spaltung. Um diese zu verhindern, wurde einerseits für die Beibehaltung des bisherigen Programms votiert und andererseits die Gründung eines Schweizer Freiland-Freigeld-Bundes in die Wege geleitet.

Gesell (Mitte) im Gespräch mit den Schweizer FFB-Mitgliedern Fritz Schwarz (links) und Werner Zimmermann (rechts)

Mit zunächst nur fünf Mitgliedern wurde am 4. Juli 1915 die Gründung des Schweizer FFB (SFFB) vollzogen. Der eingetragene Vereinsname lautete: Freiland und Freigeld – Schweizerischer Bund zur Schaffung des Rechtes auf den vollen Arbeitsertrag durch Bodenbesitz- und Geldreform. Erste Mitglieder waren neben Theophil Christen, der die freiwirtschaftlichen Lehren mathematisch untermauerte und zahlreiche Eingaben für den SFFB formulierte, Fritz Trefzer, Vizedirektor beim Eidgenössischen Versicherungsamt und der Pädagoge Ernst Schneider. Weitere kamen hinzu: der Pädagoge und Lebensreformer Werner Zimmermann, ein Schüler Ernst Schneiders, Fritz Schwarz, ebenfalls ein Schneider-Schüler, der 1917 Redaktor der Zeitschrift der vereinseigenen Zeitschrift Die Freistatt Zeitschrift für Kultur und Schulpolitik wurde, sowie der über Schweizer Grenzen hinaus bekannt gewordene Architekt Hans Bernoulli. Letzter verlor wegen seines Einsatzes für die Natürliche Wirtschaftsordnung Silvio Gesells seinen Lehrstuhl an der ETH Zürich.
Ernst Schneider und Fritz Schwarz gründeten 1918 den Verlag Pestalozzi-Fellenberg-Haus, der vor allem Bücher zur Freiland- und Freigeld-Thematik veröffentlichte. Die erste Schrift in diesem Zusammenhang war die 1919 erschienene Freiland-Freigeld-Fibel des SFFB.
Im Frühjahr 1924 änderte der SFFB seinen Namen in Schweizerischer Freiwirtschaftsbund (SFB). 1939 gelang es dem SFB bei den politischen Wahlen, mit Hans Konrad Sonderegger einen Nationalratssitz in Basel-Landschaft und ein bis drei Grossratssitze in einigen Deutschschweizer Kantonen zu erringen. Wegen unterschiedlicher Positionen seiner Mitglieder spaltete sich 1946 der SFB. Nachfolgeorganisationen waren die Freiwirtschaftliche Bewegung und die Liberalsozialistische Partei der Schweiz.

## Der deutsche und schweizerische FFB als Herausgeber und Verleger

Titelseite
der 1919 vom FFB herausgegebenen Denkschrift „zu einer Eingabe an die Nationalversammlung“

Titelseite
Georg Blumenthal: Die Befreiung von der Geld- und Zinsherrschaft

Der Freiland-Freigeld-Bund fungierte als Herausgeber und Verleger zahlreicher freiwirtschaftlicher Schriften, Traktate und Flugblätter. Hier ein unvollständiger Überblick, dessen alphabetische Folge sich an den Namen der Autoren orientiert.
- Joseph Barnabas
  - Salomo und unsere Kriegsfinanzen. Berlin 1916
- Georg Blumenthal
  - Die Befreiung von der Geld- und Zinsherrschaft. Ein neuer Weg zur Überwindung des Kapitalismus. Berlin-Lichterfelde 1919 (nicht zu verwechseln mit Gottfried Feders programmatischer Schrift: Die Überwindung der Zinsknechtschaft!)
- Theophil Christen
  - Die gegenwärtige Teuerung und das schweizerische Nationalbankgesetz. Bern 1916
  - Nationale Währungspolitik. Bern 1918
  - Die Kaufkraft des Geldes und ihre Bedeutung für die Volkswirtschaft. München 1915
  - Die Quantitätstheorie des Geldes. München 1916
  - Währung, Zins und Lohn. München 1917
  - Die Durchführung der absoluten Währung. München 1915
- Ernst Frankfurth, Silvio Gesell
  - Aktive Währungspolitik. Eine neue Orientierung auf dem Gebiet der Noten-Emission. Berlin-Lichterfelde 1909 (Nachdruck der ersten Auflage)
- Freiland-Freigeld-Bund
  - Die gesetzliche Sicherung der Kaufkraft des Geldes durch die absolute Währung. Denkschrift zu einer Eingabe an die Nationalversammlung. Berlin-Steglitz 1919
- Silvio Gesell
  - Die natürliche Wirtschaftsordnung durch Freiland und Freigeld. 4. Auflage, 1919
  - Freiland, die eherne Forderung des Friedens. Nachdruck eines Vortrags. Bern 1917
  - Gold oder Frieden. Nachdruck eines Vortrags von 1916
  - Die Lehre vom Zins nach der Zerstörung des Wertglaubens. Berlin-Lichterfelde 1911 (Nachdruck der ersten Auflage)
  - Der akratische, abgebaute Volksstaat. Berlin-Steglitz 1919
- Georg Hammer
  - Die Währungsfrage – gemeinverständlich dargestellt. Stuttgart oJ
  - Die Freiwirtschaft. Berlin-Steglitz 1919
- Paulus Klüpfel
  - Vorrede zu Silvio Gesell: Die Natürliche Wirtschaftsordnung (Flugblatt). oJ
  - Geld und Freigeld. Eine Antwort. Sonderdruck aus dem Kunstwart. oJ
- Karl Polenske
  - An Alle! Das proletarische Finanz- und Wirtschaftsprogramm des Volksbeauftragten der bayerischen Räterepublik Silvio Gesell. Den deutschen Arbeitern und Bauern dargestellt von Gesells Rechtsbeirat Karl Polenske. Verlag Freiland-Freigeld-Bund: Berlin-Steglitz 1919
- Silas (Pseudonym)
  - Die Ethik des Zinse. Bern 1918
- Schweizer Freiland-Freigeld-Bund
  - Freigeld-Fibel. Bern 1915
  - Freiland-Fibel. Bern 1918
  - Der Goldwahn. Eine nationale Gefahr für die Schweiz. oJ
  - Der Geldstreik. Bern 1918
  - Die Nationalbank am Scheideweg. 1. Flugblatt. Bern 1918
  - Die Freistatt (Halbmonatszeitschrift). Bern